# نسا سفلي
نسا سفلي هي قرية في مقاطعة طالقان، إيران. عدد سكان هذه القرية هو 191 في سنة 2006.